# Пам'ятник Небесній сотні (Полтава)
Па́м'ятник «Небе́сній со́тні» у Полта́ві — постамент пам'ятника Леніну, розмальований учасниками Євромайдану після незаконного повалення пам'ятника. Назва є неофіційною. Зараз постамент знесений у рамках модернізації площі.
На підйомі подій на Майдані Незалежності в Києві частина радикально налаштованих демонстрантів та прибулі активісти із інших міст вирішили повалити пам'ятник Леніну в Полтаві чомусь на знак протесту проти діючої влади. 21 лютого 2014 року пам'ятник був повалений демонстрантами при повній бездіяльності поліції та спробах захистити його із боку небайдужих полтавців. Під український гімн на постамент був встановлений державний прапор України, а бронзова скульптура розпиляна болгаркою та вкрадена невідомими.
Залишок постамента із віткнутим прапором частина населення неофіційно називає меморіалом героям Єврореволюції. 22 лютого перед фасадом постаменту місцеві жителі установили невелику стелу із зображенням Божої Матері з Ісусом на руках.
Пізніше, у квітні 2014, група молодих полтавських художників оформили пам'ятник «Небесній сотні»: на фасадній стороні під написом «Небесна сотня» зображена Божа матір з накидкою у вигляді державного прапора, яка, наче крилами, прикриває синів України, що увійшли в «Небесну сотню»; на трьох інших гранях постаменту білими буквами написаний вірш невідомого автора, присвячений героям Майдану; верхню частину пам'ятника прикрашає полтавський орнамент виконаний в червоних і чорних кольорах; нижню — синьо-жовта окантовка, яка символізує національний прапор України. Проте через рік написи стерлися, і постамент перебував у занедбаному стані.
Бронзову скульптуру «вождя» планувалося переплавити на церковні дзвони, але де вона - невідомо. Орієнтовна вага бронзи становить декілька тон, що коштує не менше 200-300 тисяч гривень.

## Галерея